# Малтешки крст
Малтешки крст је хришћански симбол чији се кракови сужавају у тачку у центру, а на крајевима су расцијепљени.
Он је варијанта хералдичког крста који се прије свега повезује са Хоспиталцима који су сада суверени војни ред Малте. Симбол потиче од грба италијанског града Амалфија, чији су досељеници били оснивачи јерусалимских хоспиталаца, болничара.
Осмокраки крст је први пут постао симбол реда 1023. године када су витејеви светог Јована обновили своју болницу у Јерусалиму са средствима која су донирали трговци из Републике Амалфи. Из захвалности за ову подршку, витезеви су усвојили грб Републике као своју сопствену значку. Поријекло симбола није познато... Бијели крст симболизује чистоћу живота. Крст светог Јована често се назива ‘осмокраки крст’, ‘бијели крст’ и ‘малтешки крст’… Застава витезова Хоспиталаца и борбена одевна емблема били су велики бели крст на црвеној позадини.- Изводи из Приручника за кадете Хитне помоћи Светог Јована из Аустралије (3. издање)
У 12. вијеку, под мајстором Ремон од ле Пејом ред је постао универзалан, подјељен на осам (универзални број праваца простора) “језика”, који представљају главне државе феудалне Европе: Оверња, Прованса, Француска, Арагон, Кастиља са Португалијом, Италија, Баварска (са осталом Немачком) и Енглеска (са Шкотском и Ирском). Црвени плашт са осмокраким бијелим крстом симболише чистоту, чедноснт и осам витешских врлина. У витешске врлине спадају: вјера, милосрђе, истина, правда, непорочност, смирење, искреност, стрпљење. Четири правца крста говорила су о главним хришћанским врлинама: разборитости, правди, снази духа и уздржању.
Уникод дефинише знак под именом “Малтешки крст” на кодној тачки U+2720 (✠); међутим, већина рачунарских фонтова приказује кодну тачку као шапасти крст.